# ルステンブルグ空港
ルステンブルグ空港（英: Rustenburg Airport）とは、南アフリカ共和国北西州ルステンブルクにある空港。

## 空港周辺
2010 FIFAワールドカップの会場であるロイヤル・バフォケン・スタジアムの最寄り空港である。